# Dionisio Aguado
Dionisio Aguado (ur. 8 kwietnia 1784 w Madrycie, zm. 20 grudnia 1849 tamże) – hiszpański gitarzysta i kompozytor.
Urodził się w Madrycie, studiował u Miguela Garcíi. W 1826 wyjechał do Paryża, gdzie udzielał lekcji gry i dużo koncertował. Wkrótce został ulubieńcem salonów i sal koncertowych. W Paryżu poznał i zaprzyjaźnił się oraz przez jakiś czas mieszkał z Fernando Sorem (1778–1839). Potem Sor skomponował duet Les Deux Amis („Dwaj przyjaciele”) jako upamiętnienie przyjaźni, w którym jedna część jest oznaczona jako „Sor” a inne „Aguado”.
Był nauczycielem gry na gitarze, a w 1825 roku została wydana jego szkoła na gitarę „Escuela de Guitarra”, która do dzisiaj jest wznawiana i pozostaje aktualna. Aguado opisuje w niej nowatorski w tamtym czasie sposób użycia paznokci prawej ręki, oraz jego wynalazek nazwany „tripodion”. Było to urządzenie na trzech nogach utrzymujące gitarę pod kątem 45 stopni, aby zminimalizować tłumienia dźwięku przez kontakt z ciałem grającego.
Jego kompozycje to m.in. Trois Brillants ronda (Opus 2), Le Menuet Affandangado (Opus 15), Le Fandango Varie (Opus 16), a także liczne walce, menuety oraz inne krótsze formy. Bardziej rozbudowane kompozycje wymagają wirtuozowskiej techniki. Aguado wrócił do Madrytu w 1837 roku i tam zmarł w wieku 65 lat.
Nazwisko Aguado pochodzi od hiszpańskiego słowa „namoczone”. Kiedyś jego daleki przodek, który był rycerzem, powrócił po bitwie mokry i oblepiony błotem. Przezwisko to w końcu stało się nazwiskiem.

## Lista kompozycji
- 1825 Rondo
- Op. 1 : Douze Valses
- Op. 2 : Trois Rondos Brillants
- Op. 3 : Huit Petites Pièces
- Op. 4 : Six Petites Pièces
- Op. 5 : Quatre Andantes et Quatre Valses
- Op. 6 : Nuevo Método de Guitarra
- Op. 7 : Valses Faciles
- Op. 8 : Contredanses et Valses Faciles
- Op. 9 : Contredanses non difficiles
- Op. 10 : Exercices Faciles et Très Utiles
- Op. 11 : Les Favorites – Huit Contredanses
- Op. 12 : Six Menuets & Six Valses
- Op. 13 : Morceaux Agréables non difficiles
- Op. 14 : Dix Petites Pièces non difficiles
- Op. 15 : Le Menuet Affandangado
- Op. 16 : Le Fandango Varié